# Merlin (Fernsehserie, 1979)
Merlin ist eine deutsche Fernsehserie, die 1979 im Auftrag des ZDF produziert wurde. Die Regie führte Armin Dahlen und das Drehbuch schrieb Justus Pfaue. Als Erzähler fungierte Manfred Schott. Die Serie richtete sich an Kinder und Jugendliche. Die Akteure entspringen der frühenglischen Mythologie (Historia regum Britanniae, Artusepik), wobei die Handlung moderne Hinzuerfindungen integriert. Die Schilderung der Zeitumstände (Britannien in nach-römischer Zeit) orientiert sich in etwa am historischen Forschungsstand.

## Inhalt
Die Handlung spielt im Britannien des 5. Jahrhunderts, einige Jahre nach dem Abzug der römischen Legionen aus Britannien (um 407/408) und noch vor Entstehung der angelsächsischen Heptarchie. Erzählt wird das Leben des legendären Zauberers Merlin, der bei seinem Großvater aufwächst, dem (fiktiven) romano-britischen Kleinkönig Ostar, der in einer halb verfallenen römischen Landvilla Hof hält. Der Junge lebt in einem ihm feindlich gesinnten Umfeld, das nicht nur geprägt ist vom dauernden Kampf gegen die einfallenden Sachsen, sondern auch vom Gegensatz zwischen den Anhängern verschiedener heidnischer Religionen und des Christentums.
Merlin ist das uneheliche Kind von König Ostars Tochter, Alviga. Die Prinzessin führt ein zurückgezogenes und ins christliche Gebet vertieftes Leben. Ihrem Sohn gegenüber gibt sie sich lange Zeit nicht als seine Mutter zu erkennen. Alviga verschweigt hartnäckig die Identität von Merlins Vater, doch Gerüchten zufolge ist es Lucifuge Rofocale. Zu dessen heimlichen Jüngern zählt auch die selbstbewusste Nonne Amalia, die nach Merlins Geburt, gemeinsam mit dem christlichen Astrologen, Alchimisten und Arzt Blaise, die Erziehung des Kindes übernahm.
Merlins Großvater Ostar bezeichnet seinen Enkel meist nur als „Satansbrut“ und als einen schwächlichen Bastard. Der König bevorzugt stattdessen seinen jüngsten Sohn Odoakar, der aber, mit nur 13 Jahren, einem Mordanschlag seines machthungrigen erwachsenen Bruders Hamor zum Opfer fällt. Als König Ostar nun Merlin als seinen möglichen Nachfolger ins Gespräch bringt, versucht Hamor auch seinen Neffen zu töten, was jedoch wiederholt misslingt.
Fünf Jahre darauf tritt Hamor, der den alten Göttern anhängt und sich insgeheim mit den Sachsen verbündet hat, die Nachfolge seines von ihm abgesetzten und bald darauf verstorbenen Vaters an. Nach einigen Jahren fällt er im Zweikampf mit Prinz Uther, dem neuen Gemahl Alvigas, die nun den Thron besteigt. Beide haben inzwischen Artus gezeugt, Merlins jüngeren Halbbruder.
Schon zuvor hat sich der stets leutselig und in verschiedenen Verkleidungen auftretende Lucifuge Rofocale dem damals 13-jährigen Merlin gegenüber als dessen leiblicher Vater offenbart. Eine halbe Dekade später möchte er mit Hilfe seines Sohnes auf der Erde ein Reich des Bösen errichten. Doch Merlin widersetzt sich. Seine Mission ist eine andere: Mit Hilfe des listigen Flussmanns und Räubers Ralf will er Artus ausbilden und zum König Britanniens formen. Nur so können die heidnischen Sachsen besiegt werden.
Im Jahr des Hunnensturms auf Rom, 452, fügt sich alles zum Guten: Großkönig Artus vertreibt Lucifuge Rofocale und dessen Dienerin Morgian mit Hilfe des im Blute Christi gehärteten magischen Schwertes Excalibur aus Britannien. Nach 30 Jahren Krieg gehen die Sachsen mit den Briten einen (historisch allerdings nicht verbürgten) Friedensbund ein, woraufhin Artus die Hochzeit mit seiner Verlobten Adelaide anberaumt. Ralf erhält von Artus den Ritterschlag.
Gleichzeitig begibt sich der Ritter Parzifal auf die Suche nach dem Heiligen Gral (einer Schale König Davids, mit der einst Christi Blut am Kreuz aufgefangen worden war). Den Gral hatte Merlin einst der schönen Seenixe Viviane geschenkt. Der alt gewordene Merlin folgt nun der See-Elfe Ouza in deren Unterwasserreich und scheidet damit aus der Welt der Lebenden.

## Episodenliste
Die 25 Minuten langen Folgen wurden vom 12. Januar bis zum 5. April 1980 samstagnachmittags im ZDF (aus dem Fernsehlexikon von Michael Reufsteck und Stefan Niggemeier) erstausgestrahlt. Merlin wurde vom 6. März bis zum 30. Mai 1982 im ZDF wiederholt. In 3sat lief die Serie vom 5. Dezember 1984 bis zum 6. März 1985. Die bisher letzte Wiederholung fand vom 10. Juni bis zum 9. September 1988 im ZDF statt.
| Nr. (ges.) | Nr. (St.) | Originaltitel            | Erstausstrahlung D | Regie        | Drehbuch     |
| ---------- | --------- | ------------------------ | ------------------ | ------------ | ------------ |
| 1          | 1         | Rivalen                  | 12. Jan. 1980      | Armin Dahlen | Justus Pfaue |
| 2          | 2         | Die Erde bebt            | 19. Jan. 1980      | Armin Dahlen | Justus Pfaue |
| 3          | 3         | Gefährlicher Pakt        | 26. Jan. 1980      | Armin Dahlen | Justus Pfaue |
| 4          | 4         | Verräter                 | 2. Feb. 1980       | Armin Dahlen | Justus Pfaue |
| 5          | 5         | Der unheimliche Gesandte | 9. Feb. 1980       | Armin Dahlen | Justus Pfaue |
| 6          | 6         | In dieser Nacht          | 16. Feb. 1980      | Armin Dahlen | Justus Pfaue |
| 7          | 7         | Der Tod auf Camelot      | 23. Feb. 1980      | Armin Dahlen | Justus Pfaue |
| 8          | 8         | Die Vision               | 1. März 1980       | Armin Dahlen | Justus Pfaue |
| 9          | 9         | Der Auserwählte          | 8. März 1980       | Armin Dahlen | Justus Pfaue |
| 10         | 10        | Der schwarze Ritter      | 15. März 1980      | Armin Dahlen | Justus Pfaue |
| 11         | 11        | Die Falle                | 22. März 1980      | Armin Dahlen | Justus Pfaue |
| 12         | 12        | Die große List           | 29. März 1980      | Armin Dahlen | Justus Pfaue |
| 13         | 13        | Der Duft des Weißdorns   | 5. Apr. 1980       | Armin Dahlen | Justus Pfaue |

## DVD-Veröffentlichung
Die Serie wurde in der ZDF Flimmerkiste – Vier komplette Kinder-Klassiker in einer Box! [8 DVDs] zusammen mit den Serien Mond Mond Mond (1977), Die drei Klumberger (1977) und Unterwegs nach Atlantis (1981) im Oktober 2011 veröffentlicht.
Die Serie ist einzeln am 17. September 2021 als Komplettbox auf zwei DVDs (Bildformat: 4:3, FSK 6, 325 Minuten) von Studio Hamburg Enterprises neu erschienen.